# Baileybrug Venlo
De Baileybrug Venlo was een tijdelijke brug over de Maas in de Nederlandse stad Venlo. Hij werd gebouwd kort na de Tweede Wereldoorlog.

## Voorgeschiedenis

### Vernietiging oude brug

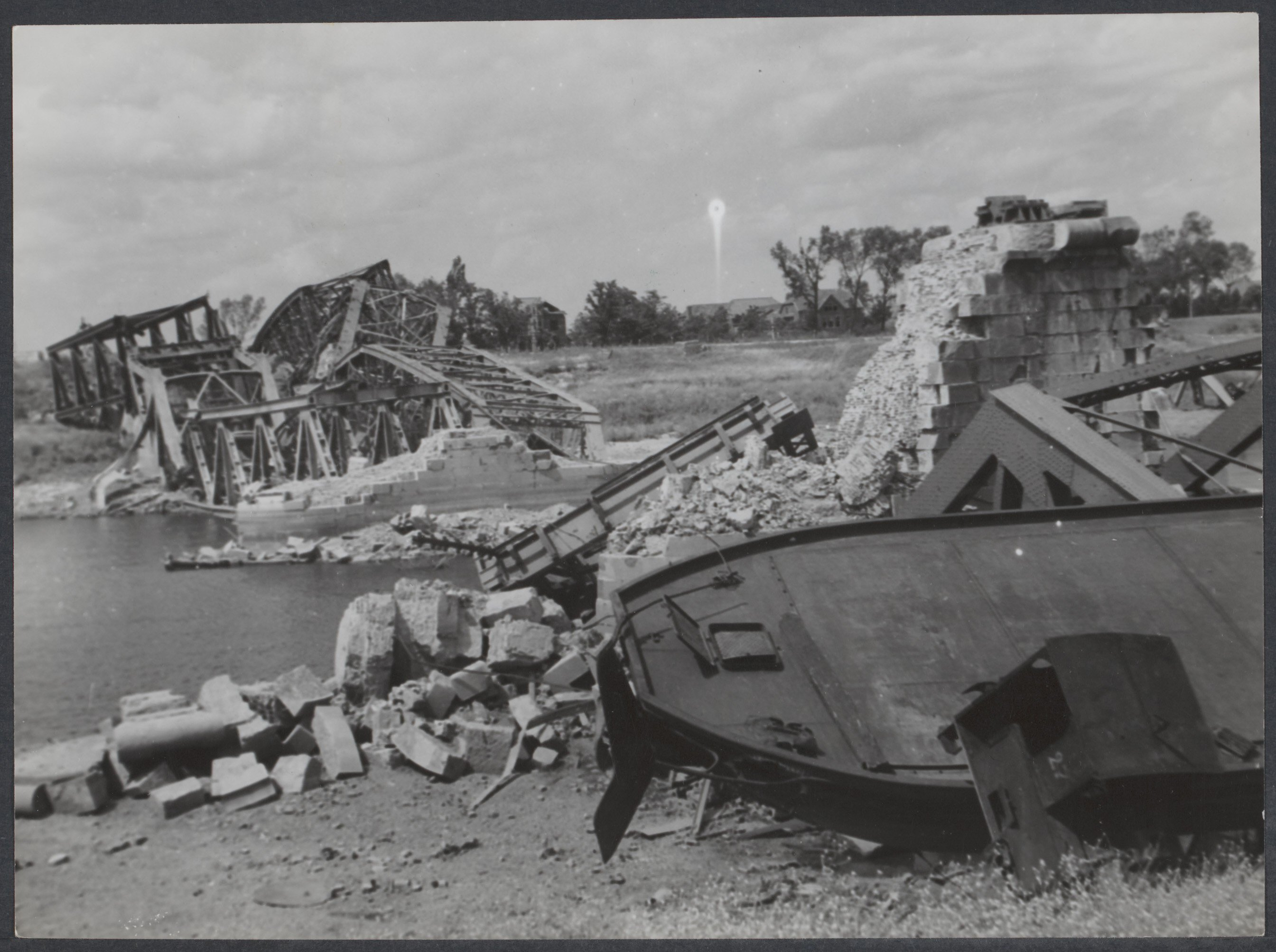
De door de Duitsers opgeblazen oude brug.

De Venlose Maasbrug - bestaande uit een spoorbrug en een brug voor overig verkeer, naast elkaar op dezelfde pijlers - werd tegen het einde van de Tweede Wereldoorlog door de geallieerden een aantal keren gebombardeerd met de bedoeling de Duitsers de terugtocht te bemoeilijken. Het lukte echter niet de brug te vernietigen en de Duitsers konden zich vrij gemakkelijk terugtrekken. De Duitsers wilden de geallieerden echter beletten hen snel verder terug te drijven en bliezen op 25 november 1944 zelf de brug op.

### Aanleg baileybrug en opening
Venlo werd op 1 maart 1945 bevrijd en twee jaar later werd aldaar de grootste baileybrug van Nederland gebouwd. De brug werd op 4 december 1947 in gebruik genomen. Zij werd geopend in aanwezigheid van de burgemeester van Venlo. Bij de opening waren ook Hein Vos, de minister van Verkeer en Waterstaat, en Sir Nevil Bland, ambassadeur van Groot-Brittannië aanwezig. De uitvinder van de baileybrug, sir Donald Bailey, kon bij de opening niet aanwezig zijn, omdat zijn vliegtuig vanwege dichte mist niet kon vertrekken.

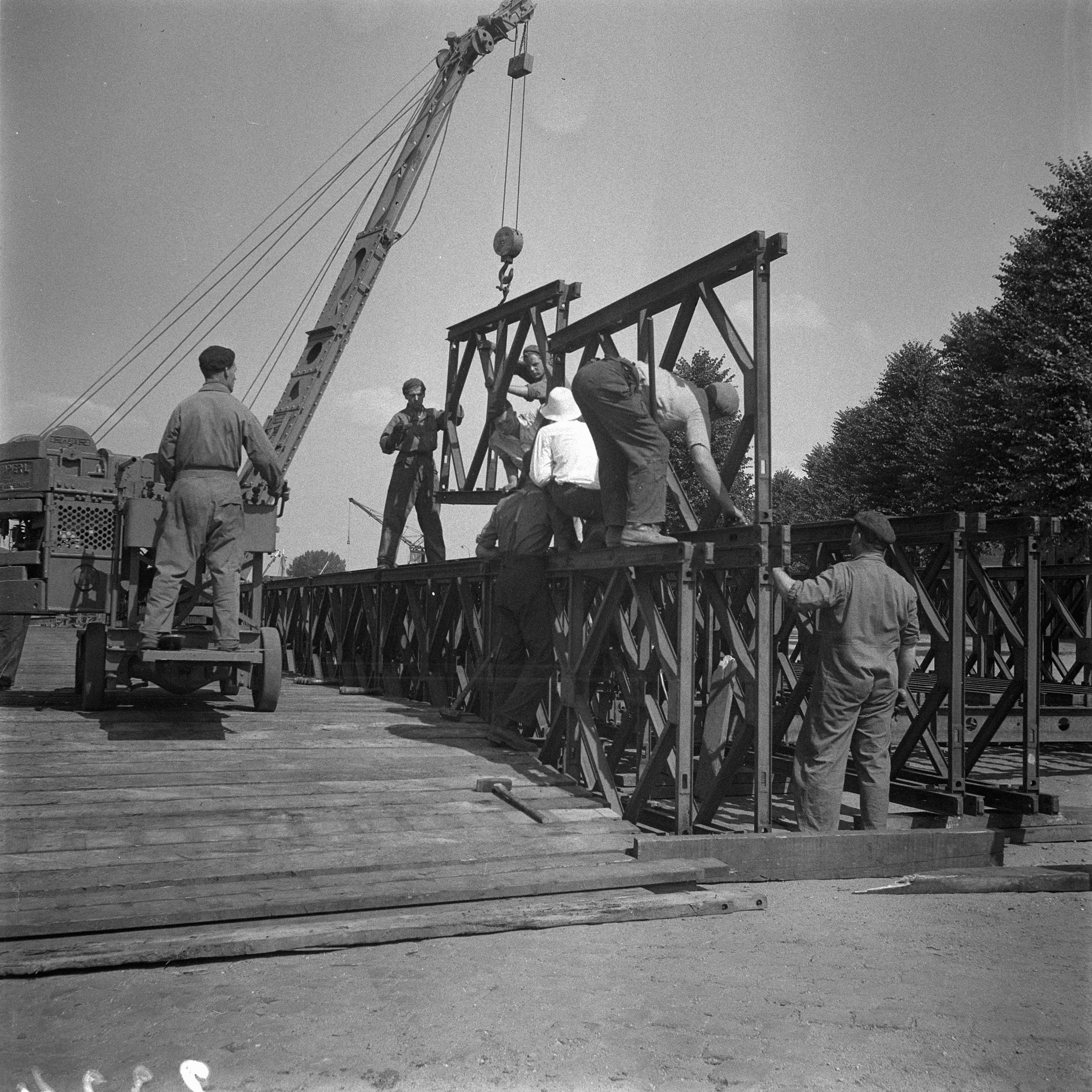
De brug wordt op de oever in elkaar gezet en zal daarna op de pijlers worden gehesen.
- Polygoon-journaal 8 december 1947: Nederlands grootste baileybrug.

### Gebruik en uiteindelijke sloop
De brug bestond uit drie banen; aan de buitenkant twee eenrichtingsbanen voor verkeer en in het midden een baan voor voetgangers. Hij had een overspanning van bijna 60 meter en was daarmee bij de opening de grootste baileybrug ter wereld.
In 1954 werd begonnen met de aanleg van een nieuwe verkeersbrug. Deze brug werd in 1957 voltooid. Daarna werd de baileybrug afgebroken. Plannen om de brug elders te hergebruiken gingen niet door vanwege de slechte toestand van de brug.

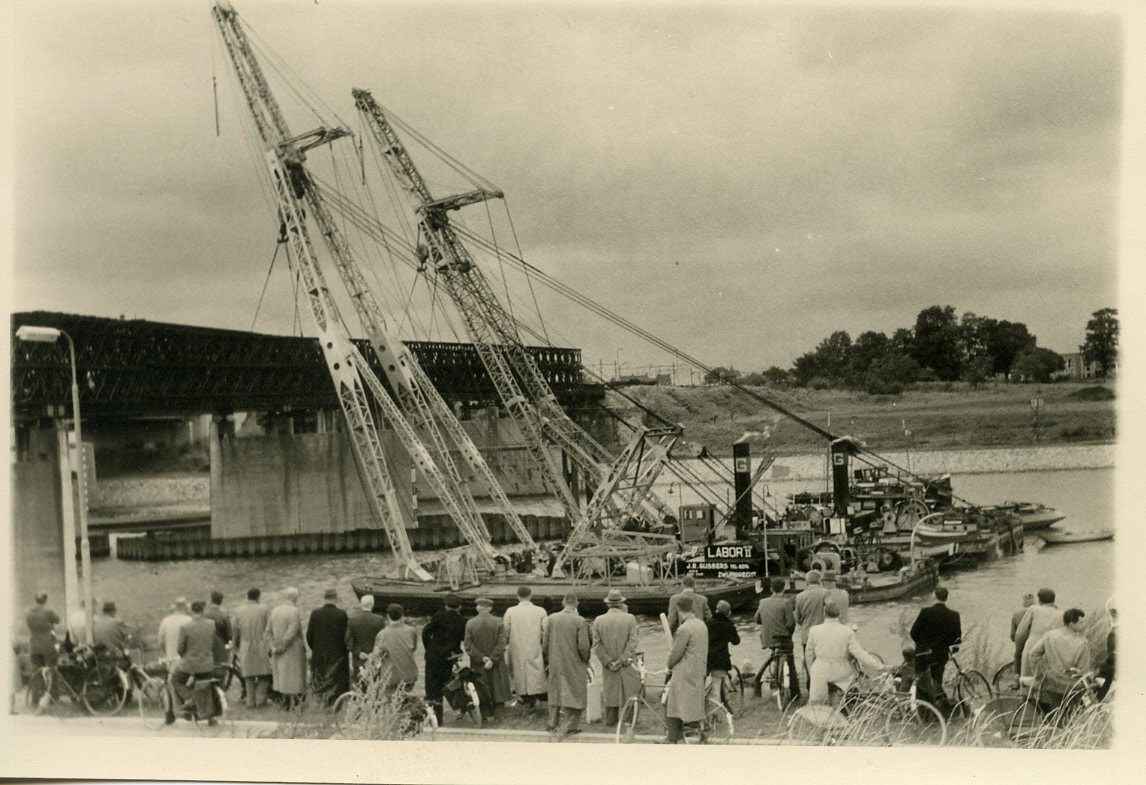
Afbraak in 1957. Aan de overzijde ligt Blerick.